# Anteromorpha ferrierei
Anteromorpha ferrierei är en stekelart som först beskrevs av Lubomir Masner 1958.  Anteromorpha ferrierei ingår i släktet Anteromorpha och familjen Scelionidae. Inga underarter finns listade i Catalogue of Life.